# Stan Coveleski
Stanley Anthony Coveleski, urodzony jako Stanislaus Anthony Kowalewski (ur. 13 lipca 1889, zm. 20 marca 1984) – amerykański baseballista polskiego pochodzenia, który występował na pozycji miotacza.

## Kariera zawodnicza
W 1909 podpisał kontrakt z występującym w niższej lidze Tri-State League zespołem Lancaster Red Roses. W 1912 przeniósł się do Atlantic City Lanks, który reprezentował ten sam poziom rozgrywek. Przed zakończeniem sezonu 1912 był obserwowany przez menadżera Philadelphia Athletics Conniego Macka i wkrótce podpisał kontakt z tym klubem. W Major League Baseball zadebiutował 10 września 1912 w meczu przeciwko Detroit Tigers, w którym zanotował complete game shutout, oddając trzy odbicia. Po rozegraniu pięciu meczów został oddany do Spokane Indians z Northwestern League. W 1914 w ramach wymiany zawodników przeszedł do Portland Beavers (Pacific Coast League). Pomimo iż Coveleski w sezonie 1915 zanotował bilans W-L 17–17, w listopadzie tego roku jego kontrakt został wykupiony przez Cleveland Indians.
W barwach nowego zespołu zadebiutował w pierwszym tygodniu rozgrywek sezonu 1916 w meczu przeciwko Detroit Tigers, w którym występował wówczas jego brat Harry. Rok później zaliczył najwięcej shutoutów w lidze (9). 24 maja 1918 w meczu z New York Yankees wygranym przez Indians 3–2 po 19 zmianach, zanotował complete game, a w 1920 w World Series przeciwko Brooklyn Robins rozegrał trzy pełne mecze, uzyskując wskaźnik ERA 0,67, oddając w całej serii dwa runy. 12 października 1920, w decydującym o pierwszym w historii klubu mistrzostwie meczu numer 7, rozegrał dziewięć zmian i oddał pięć odbić.
Po zakończeniu sezonu 1924 w ramach wymiany przeszedł do Washington Senators. W 1925 zanotował bilans W-L 20–5 przy najlepszym w American League wskaźniku ERA 2,84. W tym samym roku w World Series, zaliczył dwie porażki w dwóch startach, a Senators przegrali w serii z Pittsburgh Pirates. W sezonie 1928 grał w New York Yankees, w którym zakończył karierę zawodniczą.

## Uhonorowanie
W 1969 został uhonorowany członkostwem w Baseball Hall of Fame, zaś w 1976 w National Polish-American Sports Hall of Fame. W 1987 stadion baseballowy w South Bend w Indianie, na którym swoje mecze rozgrywa zespół farmerski Chicago Cubs South Bend Cubs (poziom Class A) nazwano Stanley Coveleski Regional Stadium.

## Nagrody i wyróżnienia
| Nagroda/wyróżnienie      | Lata    | Źródło |
| Zwycięzca w World Series | 1920    | [ 3 ]  |
| Baseball Hall of Fame    | od 1969 | [ 4 ]  |